# Knippa
Knippa es un lugar designado por el censo ubicado en el condado de Uvalde en el estado estadounidense de Texas. En el Censo de 2010 tenía una población de 689 habitantes y una densidad poblacional de 51,07 personas por km².

## Geografía
Knippa se encuentra ubicado en las coordenadas 29°18′14″N 99°37′51″O / 29.30389, -99.63083. Según la Oficina del Censo de los Estados Unidos, Knippa tiene una superficie total de 13.49 km², de la cual 13.25 km² corresponden a tierra firme y (1.82%) 0.25 km² es agua.

## Demografía
Según el censo de 2010, había 689 personas residiendo en Knippa. La densidad de población era de 51,07 hab./km². De los 689 habitantes, Knippa estaba compuesto por el 79.97% blancos, el 0.15% eran afroamericanos, el 0.73% eran amerindios, el 0% eran asiáticos, el 0% eran isleños del Pacífico, el 17.85% eran de otras razas y el 1.31% pertenecían a dos o más razas. Del total de la población el 60.96% eran hispanos o latinos de cualquier raza.